# Пізнанка
Пі́знанка — село в Україні, у Гримайлівській селищній громаді Чортківського району Тернопільської області. Розташоване на річці Тайна, на сході району. До 2020 центр сільради. У XIX — поч. XX ст. називалося Пі́знанка Ге́тьманська, зі встановленням польської влади до 1960-х — Пі́знанка Коміса́рська. Населення — 317 осіб (2007).

## Назва
За легендою назва села пішла від того, що люди здалека впізнавали одне одного.

## Історія
Поблизу Пізнанки виявлено археологічні пам'ятки давньоруської культури.
Перша писемна згадка — 1628.
1 серпня 1934 року село увійшло до складу новоутвореної сільської гміни Гримайлів.
12 червня 2020 року, відповідно до розпорядження Кабінету Міністрів України № 724-р «Про визначення адміністративних центрів та затвердження територій територіальних громад Тернопільської області» увійшло до складу Гримайлівської селищної громади.
19 липня 2020 року, в результаті адміністративно-територіальної реформи та ліквідації Гусятинського району, село увійшло до складу новоутвореного Чортківського району.

## Символіка
Затверджена 22 червня 2023р. рішенням №3787 XVII сесії селищної ради VIII скликання. Автори - В.М. Напиткін, С.В. Ткачов.

### Герб
У золотому щиті, замаскованому стільникоподібно, червона підкова, супроводжувана угорі списом в білку, внизу трьома синіми балками. Щит вписаний в золотий декоративний картуш, внизу якого написи "ПІЗНАНКА" і "1564", і увінчаний золотою сільською короною.
Підкова нагадує форму села, три балки – три річки, стільники – розвинуте бджолярство, спис – символ Святого Дмитра.

### Прапор
Квадратне полотнище поділене горизонтально перемінно на сім жовтих і синіх смуг у співвідношенні 14:4:4:4:4:4:4; на верхній смузі, поділеній стільникоподібно, червона підкова, над якою червоний горизонтальний спис вістрям до древка.

## Політика

### Парламентські вибори, 2019
На позачергових парламентських виборах 2019 року у селі функціонувала окрема виборча дільниця № 610245, розташована у приміщенні сільської ради.
Результати
- зареєстровано 209 виборців, явка 61,24%, найбільше голосів віддано за Всеукраїнське об'єднання «Батьківщина» — 18,75%, за «Слугу народу» — 17,19%, за «Європейську Солідарність» — 15,63%.[4] В одномандатному окрузі найбільше голосів отримав Микола Люшняк (самовисування) — 33,59%, за Романа Василіцького (Об'єднання «Самопоміч») — 27,34%, за Володимира Бліхаря (Всеукраїнське об'єднання «Батьківщина») — 13,28%[5].

## Пам'ятки
Є церква святого великомученика Димитрія (1990), каплиця.

## Соціальна сфера
Діють загальноосвітня школа І ступеня, ФАП, торговельний заклад.

## Галерея

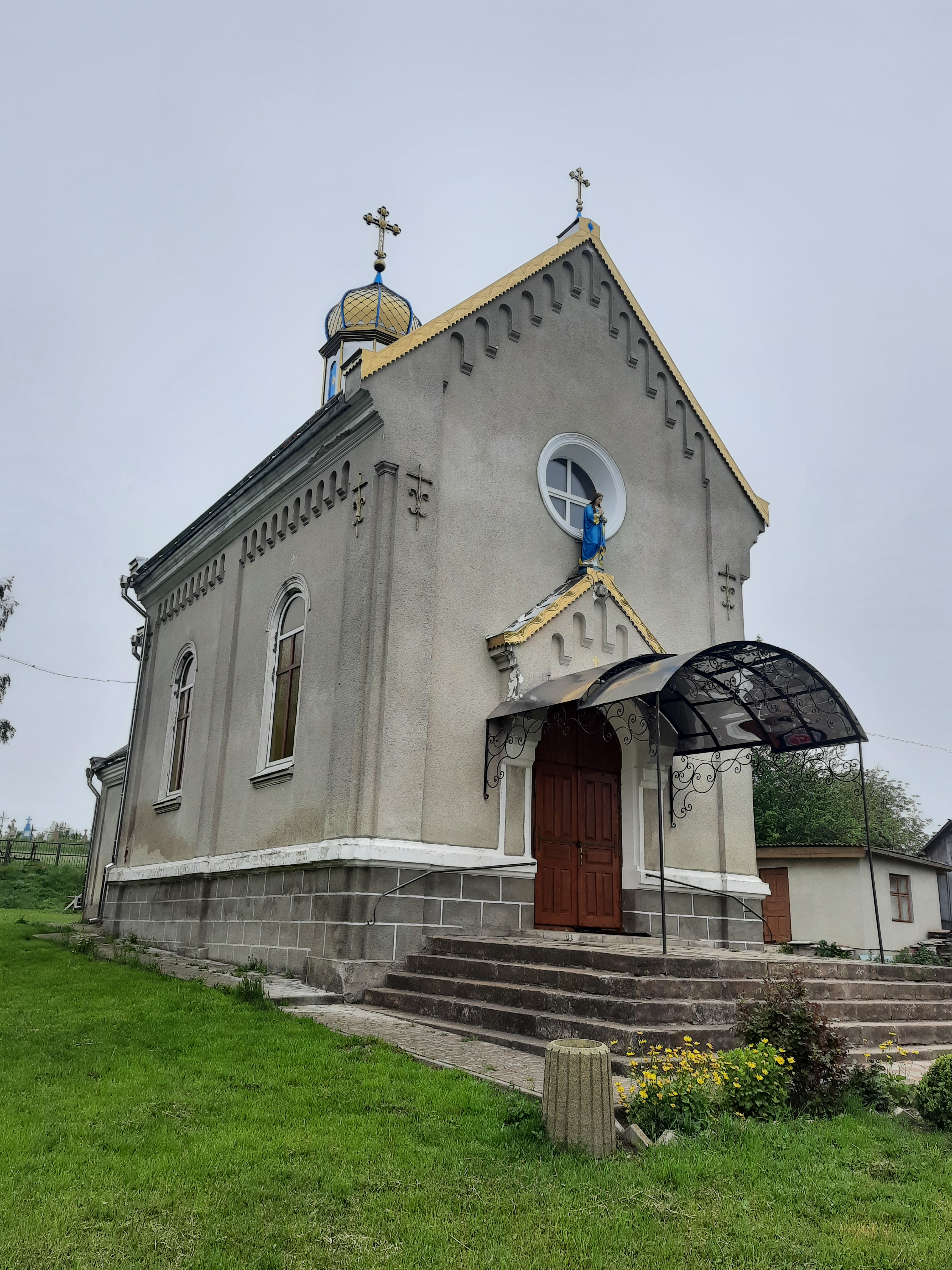
Церква Святого Великомученика Димитрія
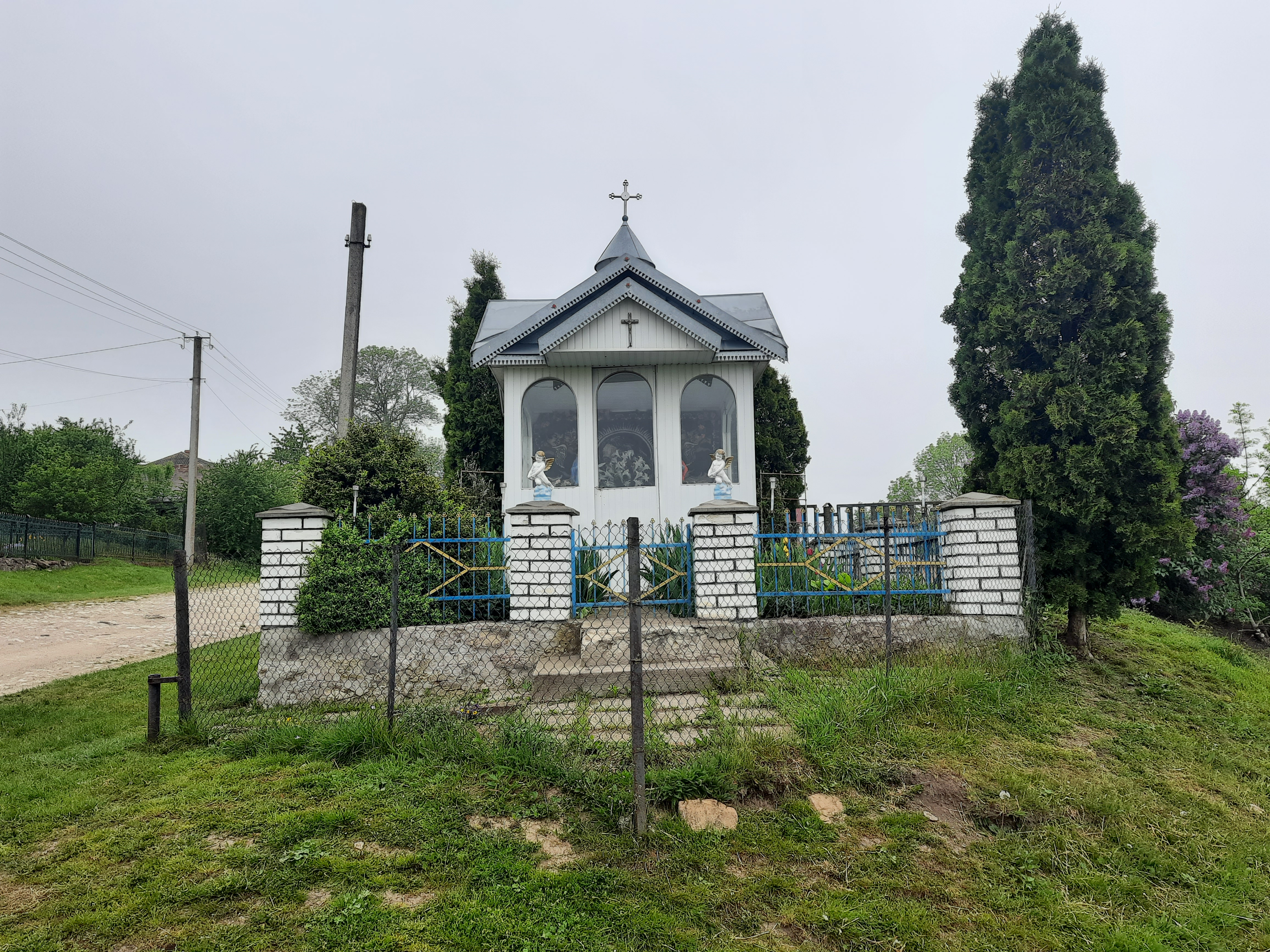
Капличка
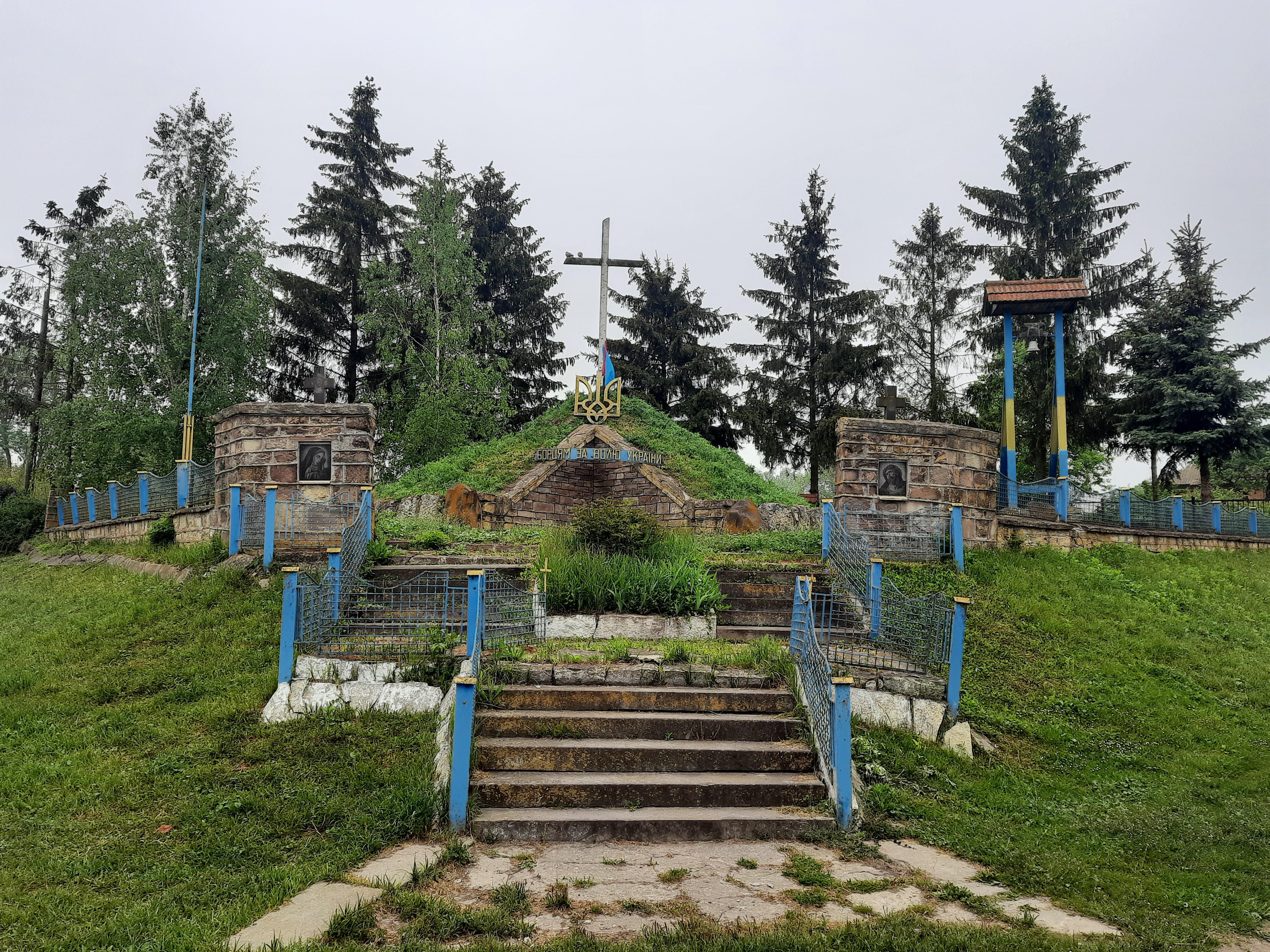
Символічна могила борцям за волю України
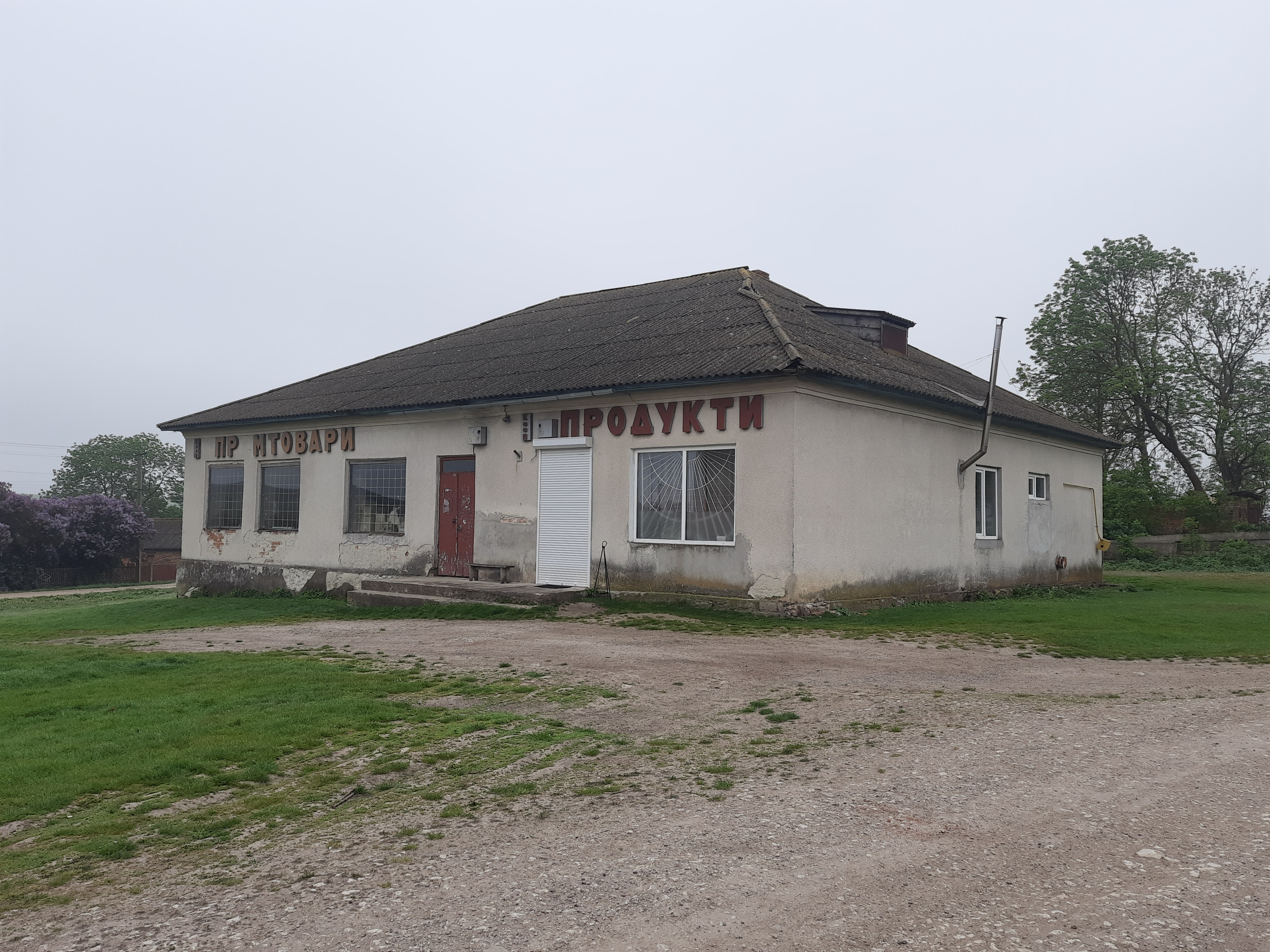
Крамниця
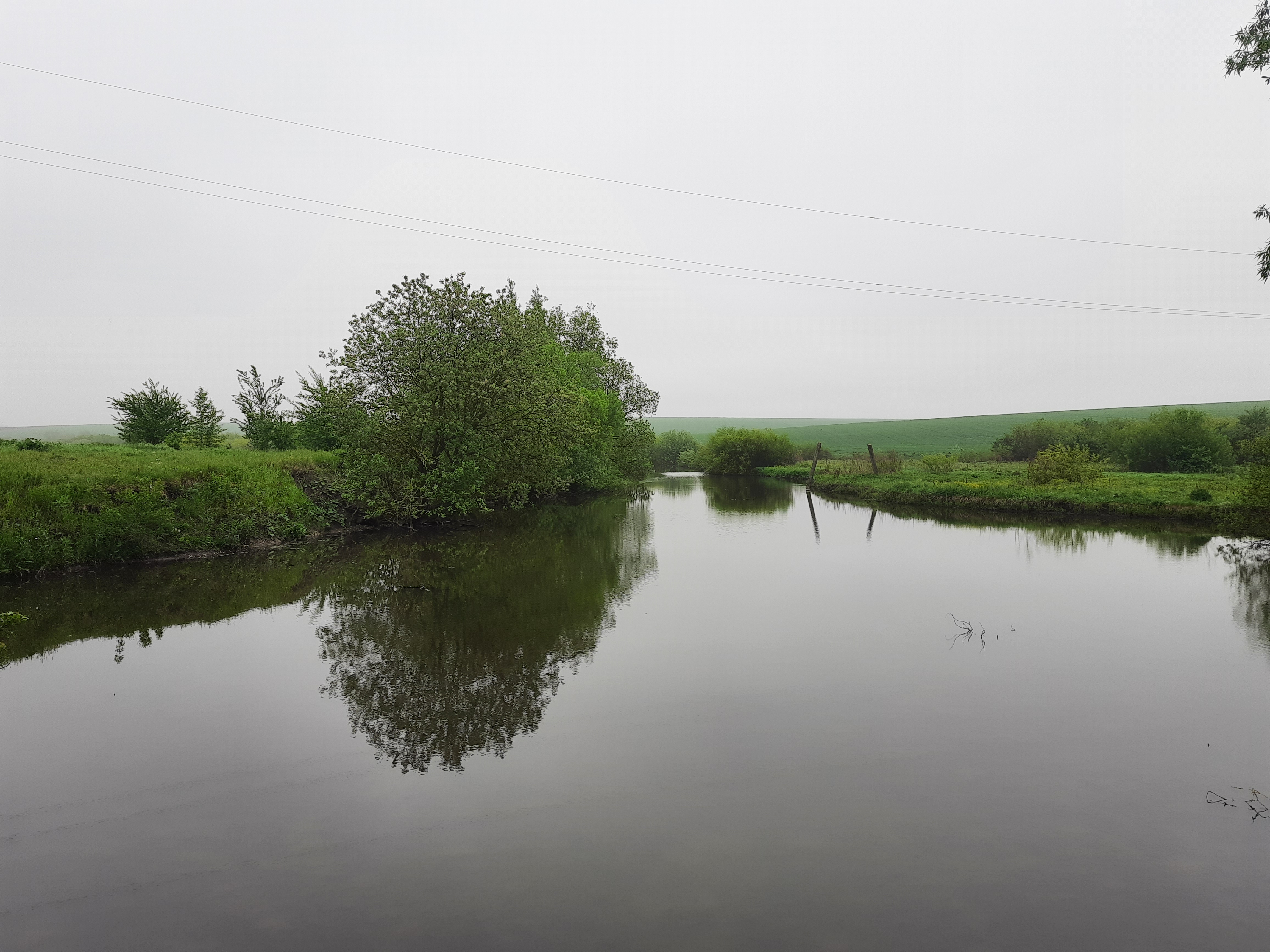
Став
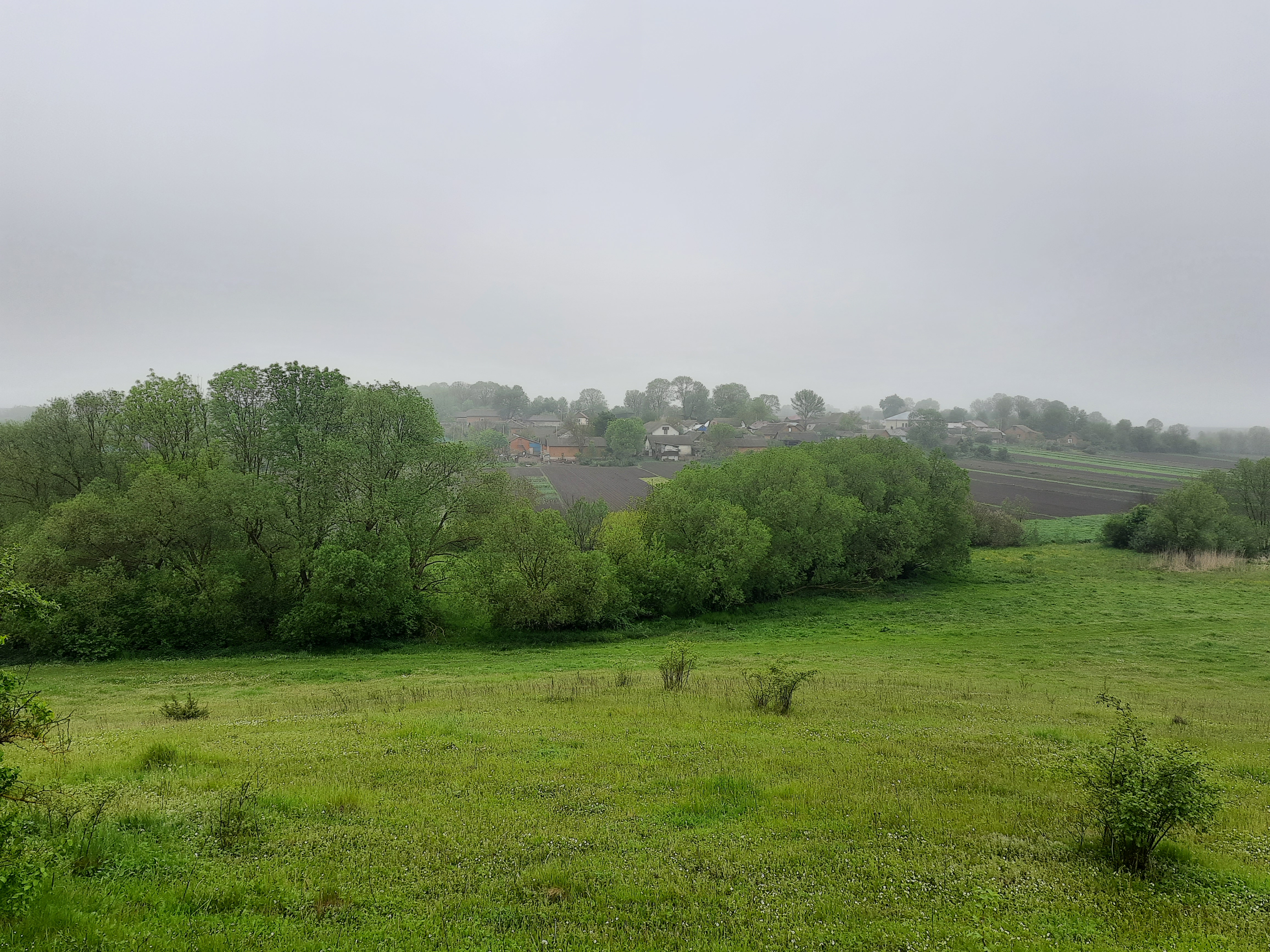
Сільський краєвид